# Налларбор

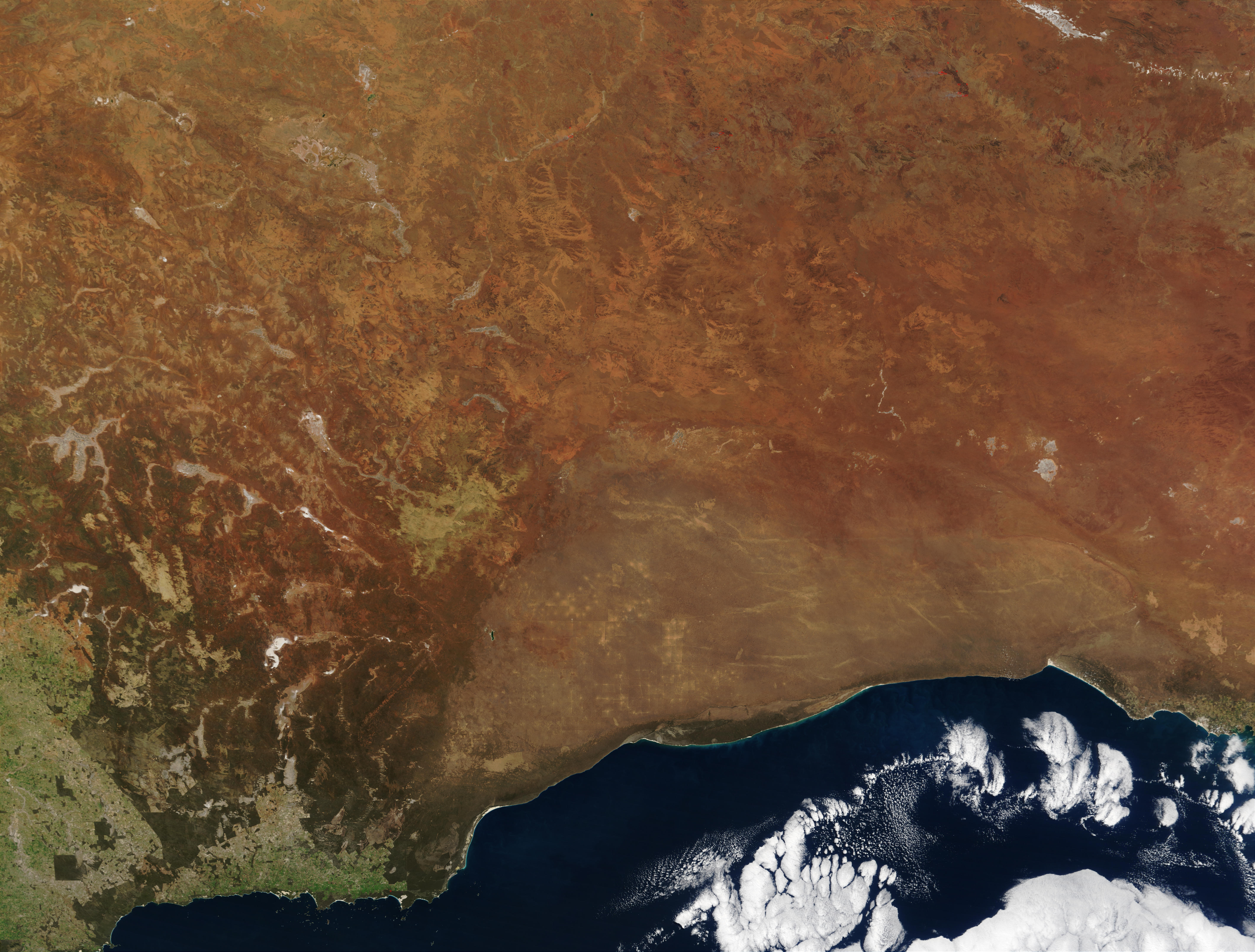
NASA — знімок області, прилеглої до долини Наллабор. Власне долина Наллабор — світла напівкругла область зображення, прилегла до узбережжя. Знімок зроблений супутником Terra 19 серпня 2002

30°46′04″ пд. ш. 128°58′12″ сх. д. / 30.76777778° пд. ш. 128.97° сх. д.
Налларбор (англ. Nullarbor Plain)? або Наалларбор — рівнина в Австралії, велика плоска практично позбавлена дерев пустельна чи напівпустельна місцевість, розташована на північ від Великої Австралійської затоки. Назва Наллабор походить від лат. nullus (ніщо, або жоден) і лат. arbor (дерево). Аборигенна назва цієї місцевості Oondiri означає "безводний". 
Це найбільший у світі єдиний моноліт вапняку, що займає площу близько 200 тис. км² (77 200 кв. миль). Найбільше простягання рівнини становить 1200 км зі сходу на захід між штатами Південна Австралія і Західна Австралія.
У пустелі Налларбор немає ні поселень, ні води, ні доріг чи стежок, є лише одна центральна дорога Ейр Хайвей.
Перший європеєць, що перетнув Налларбор, — англійський дослідник Едвард Джон Ейр. Саме він назвав цю рівнину «nullus arbor». Перетин Налларбору мандрівник здійснив з другої спроби. Перша спроба була невдалою: експедицію пограбували кочівники, тому довелося повернутися. Запас їжі та води потрібно було нести з собою, оскільки рівнина абсолютно безплідна і безводна. Другу спробу Ейр зробив 1841 року. Цього разу пустелю вдалося подолати, однак з непоправними втратами: його друга і помічника, європейця Джона Бакстера, вбили аборигени. Та й сам Ейр дивом вижив. Він пройшов через рівнину і вийшов до Індійського океану, де стояло на якорі французьке судно.
Після перетину Ейром пустелі люди задумалися про те, щоб провести через неї телеграф. У наші дні Налларбор перетинає дорога, відома тим, що на ній розташовується одна з найдовших у світі прямих ділянок доріг довжиною 146 км. Уздовж проїжджої частини часто поставлені знаки, що нагадують про небезпеку заснути за кермом, зіткнень з тваринами, про відсутність місць поповнення води та їжі. Адже рівнина, як і колись, неприхильна до людини і небезпечна. Зрідка на трасі є невеликі магазинчики і готелі.
У пустелі водяться тварини (кенгуру, кролики), що харчуються листочками маленьких чагарників, які подекуди покривають рівнину. На деяких ділянках збудували довгі паркани вздовж траси для захисту від тварин, однак захистити всю — непосильне завдання.